# L'assassinio di via Belpoggio
L'assassinio di via Belpoggio è un racconto scritto da Aron Hector Schmitz dietro lo pseudonimo di Ettore Samigli (che poi cambierà nel più noto Italo Svevo). Fu pubblicato la prima volta nel 1890 sul quotidiano irredentista triestino L'Indipendente.
Dall'incipit del libro:
Dunque uccidere era cosa tanto facile? Si fermò per un solo istante nella sua corsa e guardò dietro a sé: Nella lunga via rischiarata da pochi fanali vide giacere a terra il corpo di quell'Antonio di cui egli neppure conosceva il nome di famiglia e lo vide con un'esattezza di cui subito si meravigliò. Come nel breve istante aveva quasi potuto percepirne la fisionomia, quel volto magro da sofferente e la posizione del corpo, una posizione naturale ma non solita. Lo vedeva in iscorcio, là sull'erta, la testa piegata su una spalla perché aveva battuto malamente il muro; in tutta la figura, solo le punte dei piedi ritte e che si proiettavano lunghe lunghe a terra nella scarsa luce dei lontani fanali, stavano come se il corpo cui appartenevano si fosse adagiato volontario; tutte le altre parti erano veramente di un morto, anzi di un assassinato. Scelse le vie più dirette; le conosceva tutte ed evitava i viottoli per i quali non direttamente si allontanava. Era una fuga smodata come se avesse avuto le guardie alla calcagna. Quasi gettò a terra una donna e passò oltre non badando alle grida d'imprecazione ch'ella gli lanciava.